# Hippopsicon simile
Hippopsicon simile är en skalbaggsart som beskrevs av Stefan von Breuning 1956. Hippopsicon simile ingår i släktet Hippopsicon och familjen långhorningar.
Artens utbredningsområde är Zimbabwe. Inga underarter finns listade i Catalogue of Life.